# Lysapsus
Lysapsus is een geslacht van kikkers uit de familie boomkikkers (Hylidae). De groep werd voor het eerst wetenschappelijk beschreven door Edward Drinker Cope in 1862. Later werd de wetenschappelijke naam Lisapsus gebruikt.
Er zijn vier soorten die voorkomen in Zuid-Amerika, ten oosten van de Andes, en leven in de landen Argentinië, Bolivia, Brazilië, Guyana, Paraguay, Uruguay.

## Soorten
Geslacht Lysapsus
- Soort Lysapsus boliviana
- Soort Lysapsus caraya
- Soort Lysapsus laevis
- Soort Lysapsus limellum

Lysapsus · 
Pseudis · 
Scarthyla